# Putignano
Putignano es una localidad italiana de la provincia de Bari, región de Puglia, con 27.529 habitantes.
Uno de sus principales atractivos además del histórico y cultural con lugares como la Iglesia de San Pedro o la Plaza del Plebiscito, es el Carnaval histórico.

## Evolución demográfica
| Gráfica de evolución demográfica de Putignano entre 1861 y 2001 |
|                                                                 |
| Fuente ISTAT - elaboración gráfica de Wikipedia                 |